# Brandenburger Theater

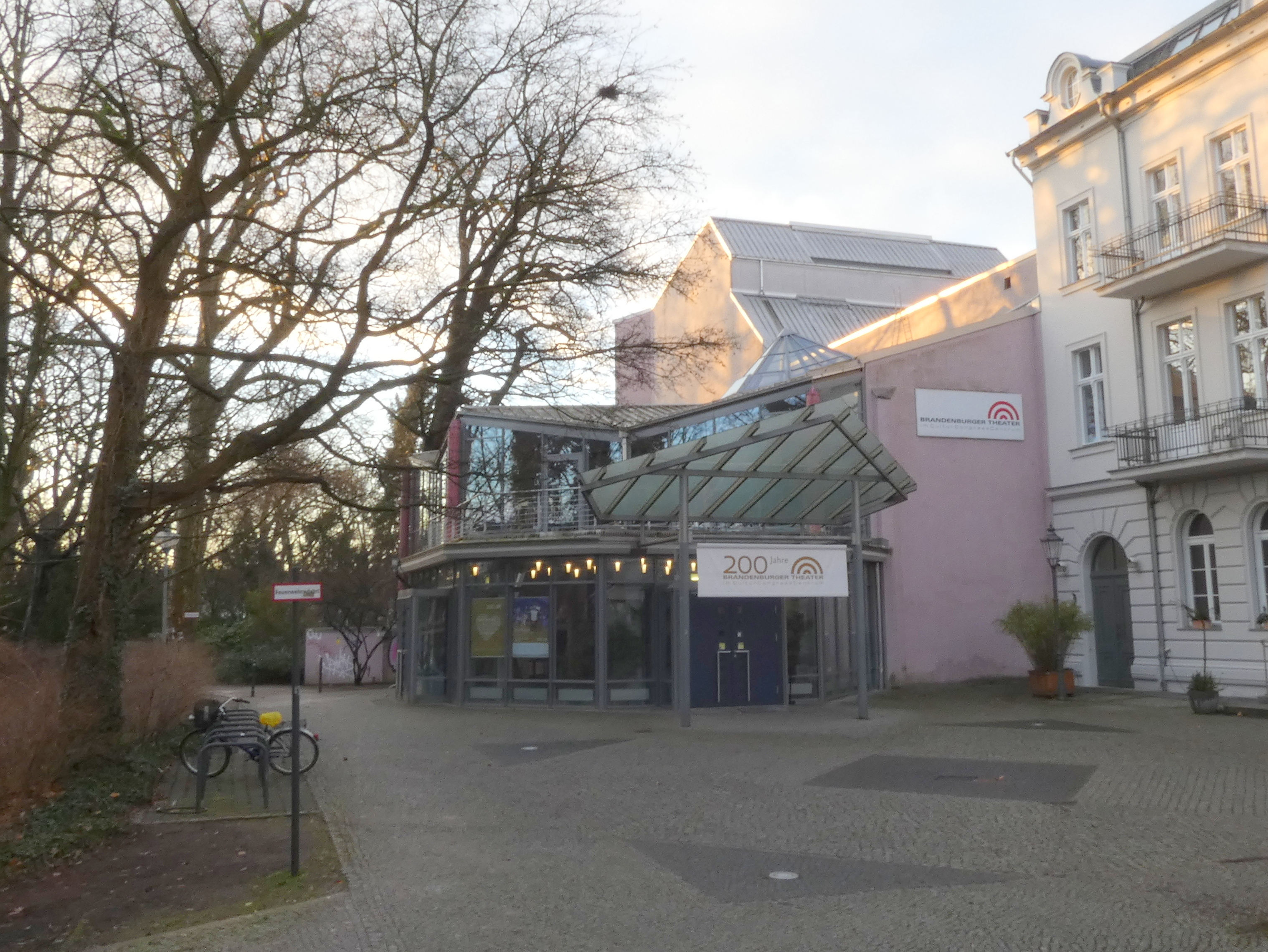
Der Haupteingang des Brandenburger Theaters beziehungsweise des CulturCongressCentrums

Das Brandenburger Theater (kurz BT) ist ein Theater in der Stadt Brandenburg an der Havel. Das BT feiert in der Spielzeit 2017/18 sein 200. Jubiläum, verfügt aber seit Ende der 1990er Jahre über kein eigenes Schauspielensemble mehr. Jedoch sind am Brandenburger Theater unter anderem die Brandenburger Symphoniker beheimatet. Heimspielstätte ist das CulturCongressCentrum der Stadt Brandenburg.

## Geschichte

### Erstes Stadttheater (1817 bis 1862)

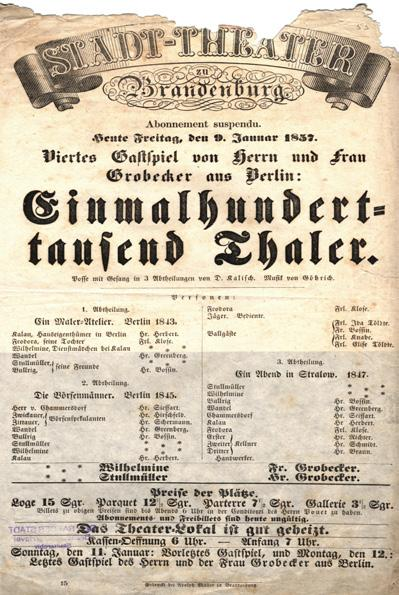
Theaterplakat des Stadttheaters vom 9. Januar 1857: Einmalhunderttausend Thaler

Die Theatertradition des Brandenburger Theaters geht auf das Jahr 1817 zurück. In diesem Jahr wurde in der Stadt Brandenburg das Stadttheater gegründet. Die erste Aufführung fand am 5. Oktober statt. Unter der Leitung August Breedes, der zuvor bereits eine andere privatwirtschaftliche Theatereinrichtung in der Stadt geleitet hatte, wurde Maria Stuart von Friedrich Schiller aufgeführt. Der Theaterneubau war auf dem Grundstück eines vorbestehenden Hospitals errichtet worden. Betreiber war eine eigens gegründete kommunale Aktiengesellschaft.
Am 24. März 1824 kam es im Stadttheater zu einem Brand. Im Anschluss verließen Theaterdirektor Wilhelm Gerstel und die Schauspieltruppe die Stadt. Die Reparatur der Schäden dauerte etwa anderthalb Jahre. Am 14. August 1825 konnte das Theater schließlich wiedereröffnet werden, wobei die Leitung Caroline Leutner, vorher Direktorin der Posener Schauspiel- und Operngesellschaft und ehemalige Direktorin des Theaters in Frankfurt (Oder), übernahm.
1829 wurde die betreibende Aktiengesellschaft aufgelöst und das Theater für 3275 Taler verkauft. Die neuen Eigentümer, zwei Handwerksmeister der Stadt verpachteten das Theater wechselnd. Neben Schauspiel wurden auch wiederholt Opern im Theater aufgeführt.
Beispielhafte Aufführungen in der Mitte des 19. Jahrhunderts waren:
- ab 1824 Der Freischütz, Carl Maria von Weber
- ab 12. Dezember 1836 Faust, Johann Wolfgang von Goethe
- ab 17. Februar 1839 Der zerbrochne Krug, Heinrich von Kleist
- ab 27. Dezember 1850 Käthchen von Heilbronn, Heinrich von Kleist
- Die Stumme von Portici, Daniel-François-Esprit Auber
- Zar und Zimmermann, Albert Lortzing
- Der Waffenschmied, Albert Lortzing
- Oberon, Carl Maria von Weber

Aufgrund jahrelanger finanzieller Probleme wurde das Stadttheater nach einem schleichenden Niedergang schließlich 1862 geschlossen.

### Sommertheater (1855 bis 1912)

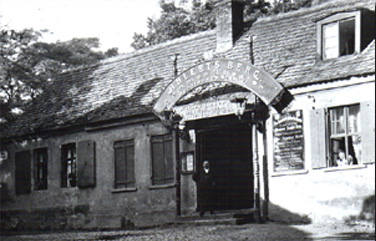
Ahlert's Berg

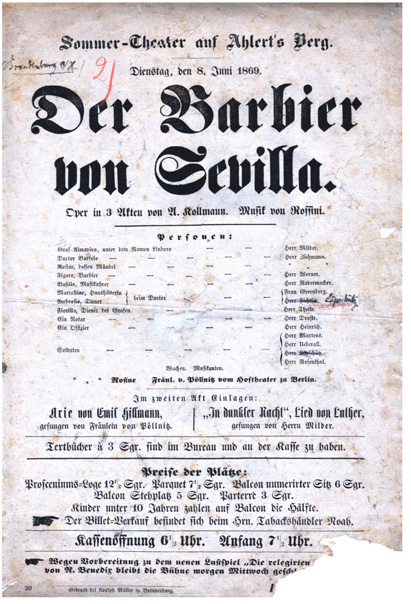
Theaterplakat des Sommertheaters vom 8. Juni 1869: Der Barbier von Sevilla

Parallel hatte sich seit 1855 jedoch auf private Initiative eine zweite Theatereinrichtung in der Gastwirtschaft Tivoli in der Stadt als Sommertheater zunächst auf einer Freilichtbühne etabliert. Die Spielstätte erhielt nach den Betreibern benannt den Namen Ahlert's Berg. Dieses private Theater wurde zunächst bis zum 21. August 1870 bespielt, als es im Zuge des Deutsch-Französischen Krieges geschlossen werden musste. Ab 1872 wurde der Betrieb des Sommertheaters wieder aufgenommen und etabliert. Das Theater in der Bergstraße vor den Toren der Altstadt Brandenburg hatte 580 Sitze. Es wurde bis 1912 in etwa 7000 Vorstellungen bespielt.

### Zweites Stadttheater (1909 bis 1944)
1909 wurde in der Blumenstraße das Neue Theater als Winterbühne im vormaligen Apollotheater, einem Varieté- und Tanzlokal, eröffnet. Eröffnungsvorstellung dieses zweiten offiziellen Stadttheaters war Die Braut von Messina von Friedrich Schiller. 1912 wurde das Neue Theater in Stadttheater umbenannt. Es blieb bis 1944, bis kurz vor Ende des Zweiten Weltkriegs, am Standort in der Blumenstraße angesiedelt, ehe es auf Befehl Joseph Goebbels wie auch weitere Theatereinrichtungen im Land geschlossen wurde. Am 16. September 1944 erfolgte die Schließung der Bühne. Im April 1945, kurz vor Kriegsende, wurde der Theaterbau in der Blumenstraße bei Kämpfen um die Stadt Brandenburg zerstört.

### Städtische Bühnen Brandenburg/Havel bis Brandenburger Theater (ab 1945)

#### 1945 bis 1967 Städtische Bühnen Brandenburg/Havel und Theater der Stadt Brandenburg/Havel
Bereits wenige Monate nach Kriegsende, ab dem 1. August 1945, wurde der Schauspielbetrieb des Stadttheaters wieder aufgenommen. Ohne Schauspielhaus bespielte das Ensemble mit einer Gesamtstärke von 46 Frauen und Männer Nottheater wie die ehemalige Stadthalle in der
Grabenstraße oder die Bismarck-Terrassen in der Bergstraße. Die erste Saison nach Kriegsende wurden 11 Schauspiele in 67 Vorstellungen aufgeführt. Unter diesen befanden sich Gerichtstag von Julius Hay, Was ihr wollt von William Shakespeare, Maria Magdalena von Friedrich Hebbel und Der Biberpelz von Gerhart Hauptmann. Weiterhin wurden 8 Operetten, 4 Märchen und 87 Sonderveranstaltungen auf- oder durchgeführt. Zunehmend etablierte sich die Stadthalle in der Grabenstraße aus Theaterort. 1947 wurde in Berlin der Bund der Deutschen Volksbühne gegründet, dem auch die in Städtische Bühnen Brandenburg/Havel umbenannte Einrichtung angehörten. Die Bevölkerung beteiligte sich die folgenden Jahre am Aufbau der Volksbühne. So wurden durch Spenden Möbel und Kleidungsstücke zur Verfügung gestellt, da der gesamte Theaterfundus des Stadttheaters durch die Zerstörung zum Ende des Weltkrieges verloren gegangen war.
Im September 1948 wurde Die Junge Bühne durch Nachwuchsschauspieler der Städtischen Bühnen unter Leitung von Elfi Brundiers gegründet. Diese führte 15 Veranstaltungen als Werktheater für Großbetriebe in Brandenburg auf. Eine der ersten Arbeiten war die Inszenierung von Furcht und Elend des Dritten Reiches von Bertolt Brecht.
1952 erfolgten größere Arbeiten an der ehemaligen Stadthalle, um diese mehr und mehr zu einem echten Theater umzubauen. Am 9. November 1952 wurde zur Eröffnung der Festwoche der sowjetischen Dramatik in Brandenburg Kretschinskis Hochzeit von Alexander Wassiljewitsch Suchowo-Kobylin deutschlandweit erstaufgeführt. Etwa 50 Prozent der Theaterbesucher der Spielzeit 1952/1953 waren Mitglieder der Volksbühne. Anschließend wurde die Volksbühne in Brandenburg aufgelöst und statt derer eine neue Form der Betriebsanrechte, die direkte Verbindung von Theater und Betrieben in der Stadt, etabliert. Die Städtischen Bühnen Brandenburg/Havel wurden in Theater der Stadt Brandenburg/Havel umbenannt.
1953 kam es aufgrund des für einen dauerhaften Theaterbetrieb noch immer ungenügenden Zustandes des Gebäudes in der Grabenstraße zu einer Schließung durch die Volkspolizei. Staatliche Mittel wurden für weitere Bauarbeiten zur Verfügung gestellt. Im Jahr 1957 feierte man den 140. Jahrestag des Bestehens des Brandenburger Theaters. In diesem Zusammenhang wurde Der kaukasische Kreidekreis von Bertolt Brecht aufgeführt.

#### Ab 1967 Brandenburger Theater

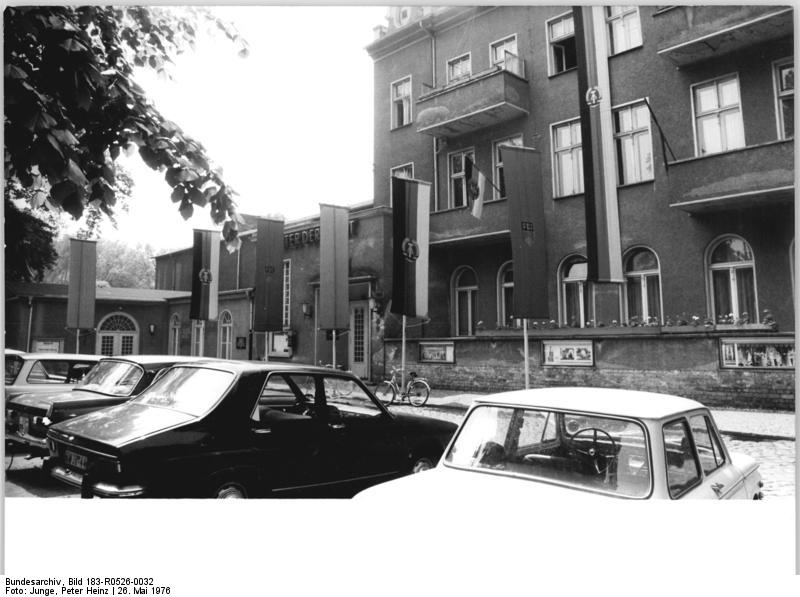
Das Theater in der Grabenstraße im Mai 1976

Am 1. September 1967, zur 150. Jubiläumsspielzeit, wurde das Theater in Brandenburger Theater umbenannt. In den 1970er Jahren wurden regelmäßig Gastspiele in Rathenow und Kyritz durchgeführt. In der Spielzeit 1972/1973 wurde Der Mann von La Mancha von Mitch Leigh, Dale Wasserman und Joe Darion zeitgleich in Brandenburg und Leipzig DDR-weit erstaufgeführt. 1978 bis 1981 arbeitete unter anderem der noch junge Frank Castorf als Regisseur am Brandenburger Theater. Er inszenierte 1978 Golden fließt der Stahl von Karl Grünberg (Regie mit Manfred Rafeldt) und 1980 Die Forschungsreise des Professors Taratoga von Stanisław Lem. Weitere Regisseure der späten 1970er und frühen 1980er Jahre waren Dieter Wardetzky und Herbert König. 1979 war Uraufführung des Stücks Die wilden Wege von Albert Wendt.

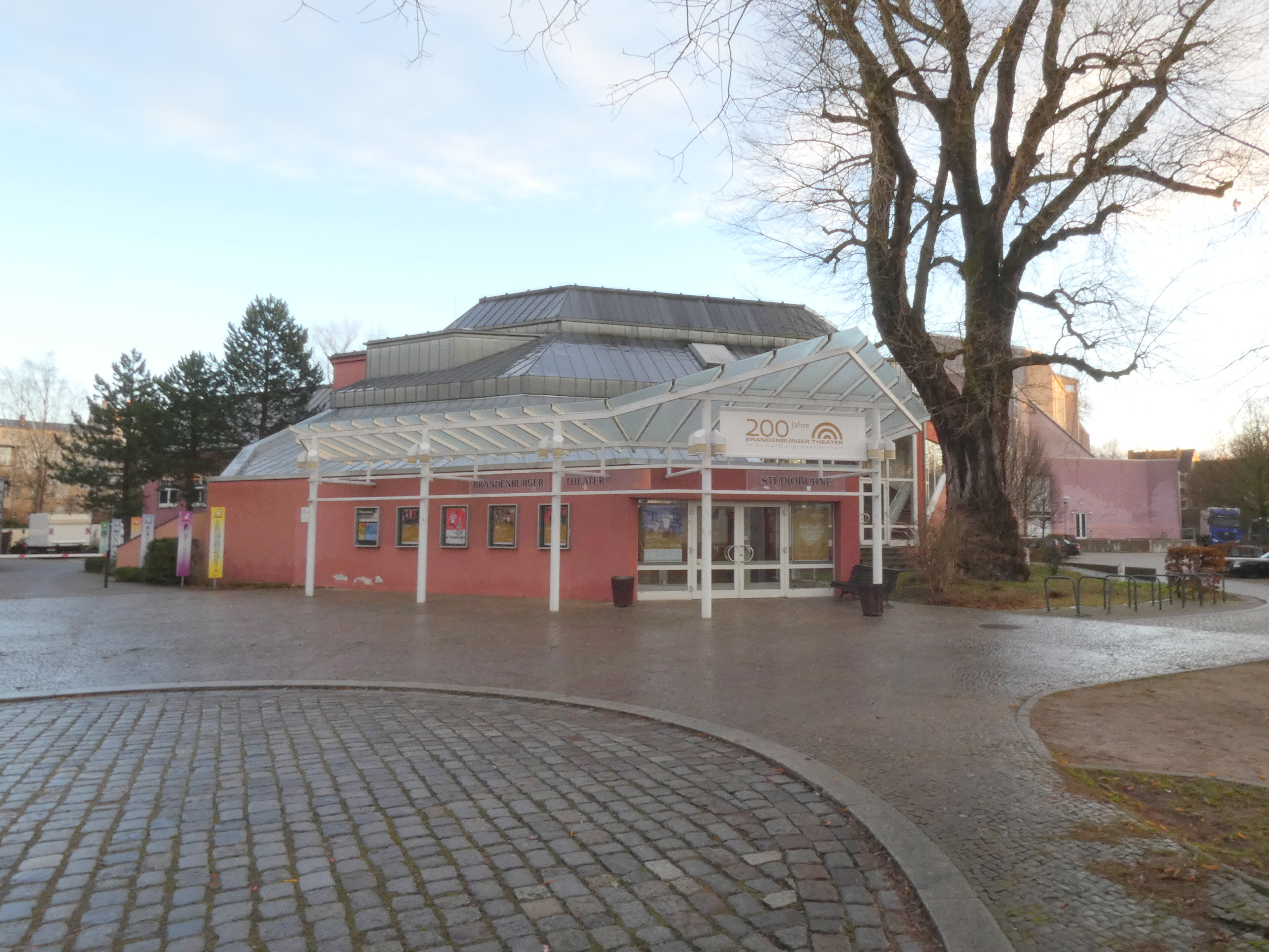
Eingang zur 1994 fertiggestellten Studiobühne von der Kanalstraße

Nach der politischen Wende 1989 kam es auch am BT zu einem Umbruch. Unter anderem etablierte der Puppenspieler Wolfgang Rudolph die Puppenbühne im Haus. 1994 gingen die Brandenburger Symphoniker erstmals mit Generalmusikdirektor Heiko Mathias Förster auf Tournee in die USA. Am 29. Oktober 1994 wurde auf der hinter dem Schauspielhaus neu errichteten Studiobühne der Spielbetrieb aufgenommen. Erste Inszenierung war La cage aux Folles. 1996 gründete die Stadt die Brandenburger Theater GmbH als Betreiber des BT, deren alleiniger Gesellschafter sie ist. Ein Jahr später erfolgte der Abriss des alten Theaterhauses zugunsten eines Neubaus des CulturCongressCentrums, welches neue Heimstätte des Brandenburger Theaters wurde. Während der Phase des Neubaus wurde aufgrund der finanziellen Situation ein Großteil der Beschäftigten des BT entlassen und die künstlerischen Sparten aufgelöst. Am 15. Juni 1999 wurde die letzte Vorstellung des eigenen Ensembles aufgeführt, welches einen Tag später entlassen wurde.
Brandenburg spezialisierte sich innerhalb des 2000 per Staatsvertrag gegründeten Theater- und Konzertverbundes des Landes Brandenburg, dem neben dem BT das Hans Otto Theater in Potsdam und das Kleist Forum in Frankfurt (Oder) angehören, auf Musiktheater und die Brandenburger Symphoniker. Innerhalb des Theaterverbundes werden die jeweils anderen Bühnen mit Gastspielen mit bespielt, die ihrerseits ebenfalls regelmäßig Gastspiele in Brandenburg durchführen. Erste Inszenierung des Brandenburger Theaters mit regelmäßigen Gastspielen innerhalb des Theaterverbundes in Potsdam und Frankfurt war Im weißen Rössl von Ralph Benatzky. Am 13. Februar 2004 wurde das Stück McKinsey kommt von Rolf Hochhuth uraufgeführt. Ebenfalls am BT ihre Uraufführung hatte die Oper Kleist von Rainer Rubbert im März 2008. 2015 fanden zum 25. Mal die alljährlichen Figurentheatertage am Brandenburger Theater statt und in der Spielzeit 2017/18 feierte das BT sein 200-jähriges Jubiläum.

## Brandenburger Symphoniker
Die Tradition der Brandenburger Symphoniker geht auf das Jahr 1810 zurück. Sie sind der älteste bestehende Klangkörper des Landes Brandenburgs und werden zu den prägenden kulturellen Einrichtungen gezählt. Peter Gülke, Preisträger des Ernst von Siemens Musikpreises, war ab Anfang der Konzertsaison 2015/2016 Chefdirigent des Orchester. In dieser Funktion löste er den langjährigen Leiter Michael Helmrath ab.
Zu Beginn der Konzertsaison 2020/21 wurde Olivier Tardy für einige Monate Chefdirigent am Brandenburger Theater berufen.
Ab der zweiten Hälfte der Konzertsaison 2020/21 bis zum Ende der Konzertsaison 2022 ist Olivier Tardy Gastdirigent am Brandenburger Theater.
Mitglieder aus zehn Nationen gehörten 2017 den Brandenburger Symphonikern an. Gastspiel#konzerte wurde beispielsweise in Peking, Los Angeles, San Francisco, Madrid, Sofia, Kapstadt, Johannesburg und Kyoto gegeben. Regelmäßig gastieren die Brandenburger Symphoniker auf dem Festival MúsicaMallorca oder der Kammeroper Schloss Rheinsberg.

## Jugendtheater
Seit den späten 1980er Jahren gibt es am BT das Jugendtheater des Brandenburger Theaters. Dieses soll die Möglichkeit bieten, dass jugendliche Laiendarsteller unter professionellen Bedingungen am Theater arbeiten können. Den jungen Schauspielern wird dabei die Nutzung aller Abteilungen, Gewerke und der Räumlichkeiten des Hauses ermöglicht. So können sie die Bühnentechnik, Beleuchtung, Ton und Schneiderei des BT nutzen. Mitte der 1990er und nochmal von 2001 bis 2017 wurde das Jugendtheater von Christiane Ziehl geleitet. Bekannte Mitglieder, die im jungen Alter beim Jugendtheater spielten, waren beispielsweise Stephan Schäfer, Theresa Scholze, Caroline Scholze oder Ina Tempel. Seit der Spielzeit 2017/18 ist Steffan Drotleff Leiter. Das Jugendtheater des Brandenburger Theaters führte wiederholt Gastspiele an verschiedenen Orten in Brandenburg und Berlin durch und arbeitete mit dem Rundfunk Berlin Brandenburg.
Auszeichnungen
- 2004 Brandenburger Theaterpreis
- 2013 Pegasus-Preis der 17. Cottbusser-Schüler-Kunst-Tage
- 2014 Goldener Papageno – Großer Preis für das Stück Die Geschichte vom Soldaten
- 2015 Goldener Papageno – Beste Produktion für das Stück Frühlings Erwachen in der Sparte Musiktheater

## Bürgerbühne

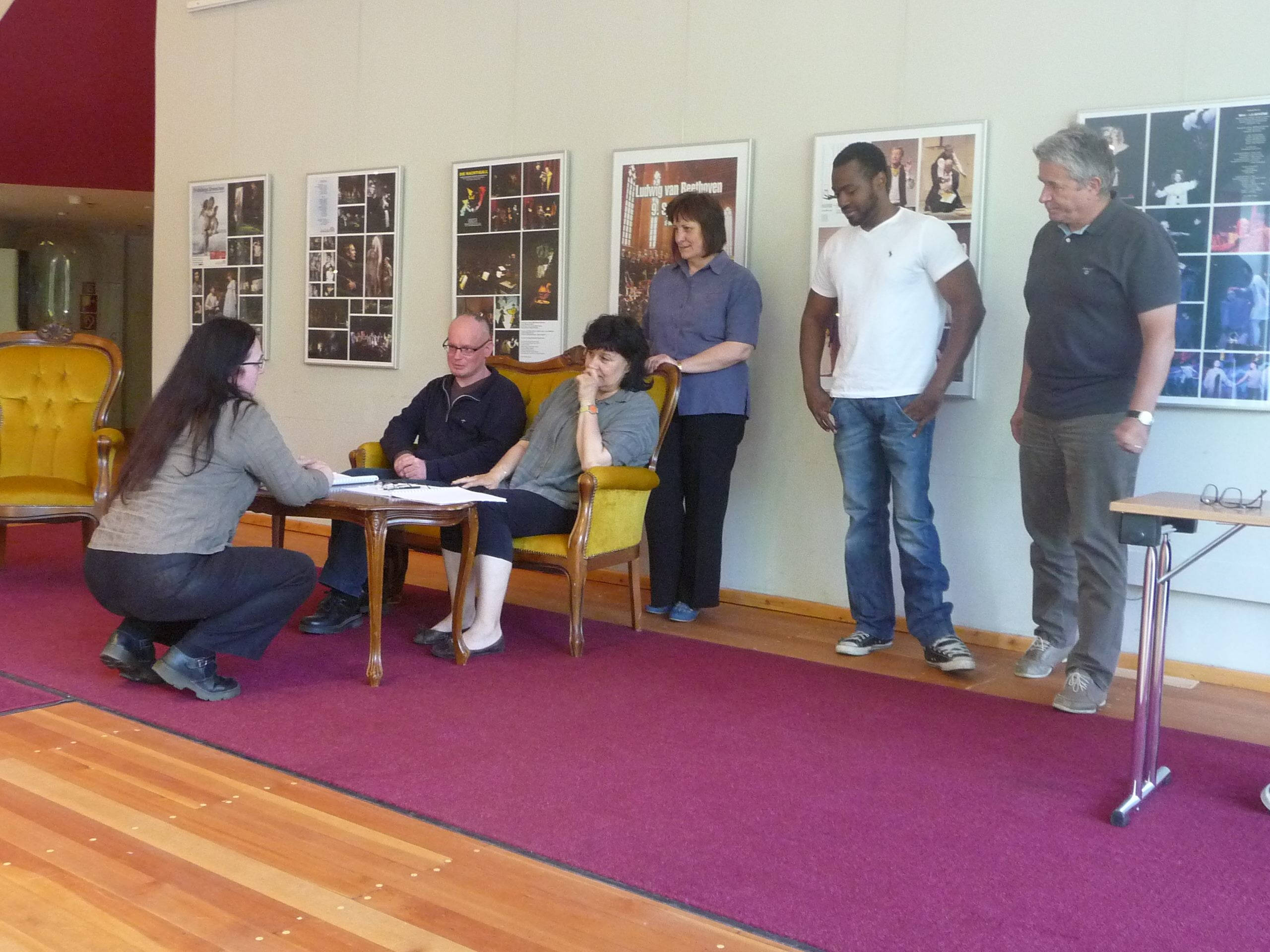
Probe der Amateurtheatergruppe des BT unter Leitung von Heike Katzwinkel (links) im Juni 2015

Das Brandenburger Theater verfügt seit längerer Zeit über eine Amateurtheatergruppe. Diese wurde in der Spielzeit 2016/17 zur Bürgerbühne umbenannt beziehungsweise aufgewertet. Vorbild war die Dresdner Bürgerbühne, welche seit 2009 die Menschen der Stadt in die professionell angeleitete Theaterarbeit einbindet.
Erste Inszenierung der Bürgerbühne war das Stück Jacke wie Hose von Manfred Karge nach dem gleichnamigen Film. Leiter der Brandenburger Bürgerbühne war der Münchner Regisseur Boris von Poser.
Seit 2023 steht die Bürgerbühne unter der Leitung des Schauspielers und Regisseurs Benjamin Berger. Unter seiner künstlerischen Leitung wurde im Februar 2024 die biografische Inszenierung Endloser Sommer uraufgeführt, ein partizipatives Theaterprojekt, das gemeinsam mit Bürger:innen aus Brandenburg an der Havel zum Thema Jugend entwickelt wurde.
Für den Sommer 2025 ist die Produktion Wie im Himmel geplant – ein groß angelegtes Hybridprojekt, das professionelle Schauspieler:innen, den Extrachor des Theaters sowie über 30 Bürger:innen auf der Bühne vereint. Die Inszenierung steht exemplarisch für den erweiterten partizipativen Anspruch der Bürgerbühne unter Bergers Leitung, bei dem künstlerische und gesellschaftliche Perspektiven miteinander verschränkt werden.

## CulturCongressCentrum
Die Heimstätte des Brandenburger Theaters ist seit 2000 das CulturCongressCentrum in der Grabenstraße 14. Eröffnet wurde es nach einer etwa dreijährigen Bauzeit am 16. Juni. Es entstand an Stelle des alten Bühnenhauses, welches 1997 abgerissen wurde. Dieses war nach dem Zweiten Weltkrieg durch Umbauten und Erweiterungen der vorbestehenden Stadthalle entstanden. Integriert in das CulturCongressCentrum wurde die bereits am 29. Oktober 1994 eröffnete Studiobühne mit separatem Zugang in der Kanalstraße. Insgesamt verfügt das Gebäude über vier Bühnen:
- Großes Haus
- Studiobühne
- Puppenbühne
- Probebühne

Weiterhin werden regelmäßig die Foyers des Großen Hauses und der Studiobühne bespielt. Weitere Spielstätten im Stadtgebiet wie der Dom zu Brandenburg oder das ehemalige Kloster St. Pauli dienen vor allem in den Sommermonaten als Spielort und Kulisse.

## Intendanten nach 1945 (unvollständig)
- Heinz Schien 1945
- Wolrad Rube ab 1946
- Curt Asmus-Bach ab 1948
- Heinz Vogt ab 1950
- Friedhelm Wolff ab 1953
- Franz Broesicke ab 1958 bis 1966
- Albert Bußmann ab 1966
- Gerhard Wruck an 1970
- Joachim Pollock 1976 bis 1986
- Bernd Götz ab 1987
- Lothar Schlimme ab 1989 (amtierend)
- Ekkehard Prophet 1990 bis 1994
- Harald Arnold ab 1994 (amtierend)
- Michael Muhr ab 1995
- Wolfgang Ansel ab 1998
- Thomas Höft ab 1999
- Christian Kneisel ab 2001
- Alexander Busche ab 2022